# Kleinkaliberschießen

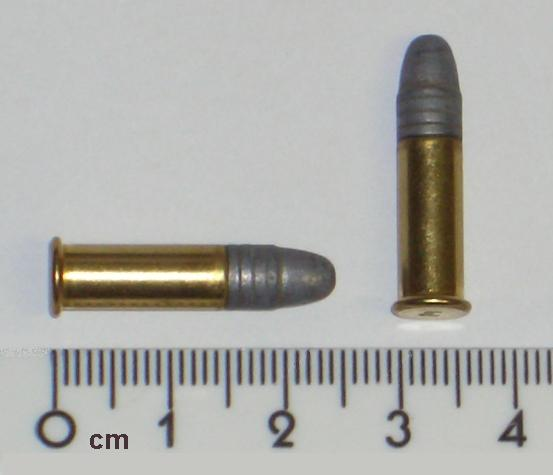
Munition beim Kleinkaliberschießen

Das Kleinkaliberschießen (KK) ist eine olympische Wettkampfdisziplin und unterscheidet sich nicht stark vom Luftgewehrschießen, nur ist beim Kleinkaliberschießen  die Schießscheibe zwischen 25 und 100 Meter entfernt und entsprechend größer. Beim Schießen mit Kleinkaliberwaffen auf 50 m Entfernung (der Standard-Entfernung) hat der Ringspiegel einen Durchmesser von 15,44 cm und die Zehn ist 10,4 mm groß.
Kleinkaliberwaffen (Gewehr und Pistole) werden im Schießsport als „Feuerwaffen“ bezeichnet (im Gegensatz zu den Luftdruck- bzw. Druckluftwaffen).
Beim Luftgewehr wird vor allem stehend geschossen, beim Kleinkaliber stehend, kniend oder liegend (es gibt noch verschiedene „Anfängerstellungen“, zum Beispiel Liegend mit Stütze usw., die jedoch nicht in einem offiziellen Wettkampfprogramm durchgeführt werden.) Die Schießausrüstung entspricht der beim Luftgewehrschießen.
In Deutschland dürfen in Schießsportvereinen Kleinkaliberwaffen ab dem 14. und unter dem 18. Lebensjahr erst geschossen werden, wenn eine schriftliche Einverständniserklärung der Sorgeberechtigten beim Schießen im Original vorliegt oder ein Sorgeberechtigter beim Schießen anwesend ist. Beim Schießen muss eine qualifizierte Schießaufsicht anwesend sein (und darf dabei nicht mitschießen).
Regeln für das internationale Schießen mit Kleinkaliberwaffen stehen in der Sportordnung des Deutschen Schützenbundes.

## Die Sportartvarianten
Es gibt verschiedene Arten vom Kleinkaliberschießen: 
→ Gewehrdisziplinen
Als „Kleinkaliber-Standard“ wird der „Dreistellungskampf 3×20“ bezeichnet
Die Reihenfolge, in der geschossen wird, ist in der Sportordnung festgelegt. Begonnen wird immer mit dem 

1. Knieendanschlag
Das rechte Knie wird auf den Boden gesetzt, unter dem Rist des rechten Fußes wird durch eine „Knieendrolle“ der Fuß angehoben, sodass die abgeflachte Schuhspitze plan auf dem Boden aufliegen kann. Auf dem angewinkelten linken Fuß wird auf dem Knie der linke Ellenbogen aufgesetzt. Hier wird ein Schießriemen benutzt.
2. Liegend-Anschlag

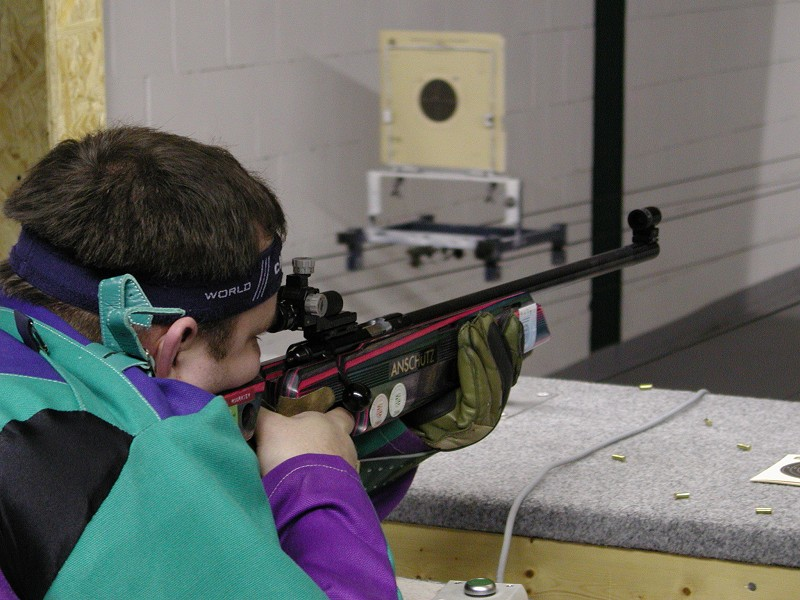
Schießen Kleinkaliber-liegend

Das Gewehr wird durch einen am linken Arm befestigten „Schießriemen“ gehalten. Der Schütze liegt leicht schräg zum Ziel auf einer Unterlage (wie beim Biathlon). In diesem Anschlag werden die besten Ergebnisse erzielt (200 von 200 Ringen wurden bereits erreicht).
3. Stehend-Anschlag
Hierbei steht man frei und stützt das Gewehr auf die Hand, den Ellbogen in der Hüfte.

## Olympischer Wettkampf
Olympische Gewehr-Disziplinen Herren
- Luftgewehr stehend 60 Schuss (Weltrekord 600 von 600 Ringen durch Jason Parker)
- KK Dreistellungskampf 3 × 40 (je 40 Schuss in jedem oben genannten Anschlag) (Weltrekord 1188 von 1200 Ringen erzielt durch Jan Lochbihler SUI)
- KK Liegendkampf 60 Schuss (Englisch Match) (Weltrekord 600 von 600 Ringen)

Olympische Gewehr-Disziplinen Damen
- Luftgewehr stehend 40 Schuss (Weltrekord 400 von 400 Ringen)
- KK Dreistellungskampf 3 × 20 (je 20 Schuss in jedem oben genannten Anschlag) (Weltrekord 594 von 600 Ringen)

Olympische Pistolen-Disziplinen Herren
- Olympische Schnellfeuerpistole (2 × 30 Schuss)

Olympische Pistolen-Disziplinen Damen
- Sportpistole (2 × 30)

## Gesetzliche Voraussetzung (Deutschland)
Wenn man ein Kleinkalibergewehr erwerben will, benötigt man eine Waffenbesitzkarte (WBK). Diese muss man bei der zuständigen Waffenbehörde (Kreisamt o.a.) beantragen. Voraussetzung dafür ist die Volljährigkeit und ein Bedürfnisnachweis von einem anerkannten Schießsportverband. Ein Bedürfnis besteht erst, wenn man nachweislich entweder einmal pro Monat oder 18-mal im Jahr mit einer erlaubnispflichtigen Waffe in einem Verein regelmäßig trainiert hat. Außerdem muss man zum Erwerb einer WBK zuverlässig und unbescholten sein, das heißt man darf wegen keiner Straftat verurteilt worden sein oder einer rechtsstaatlich zweifelhaften Organisation angehören. Letztlich muss man auch noch eine bestandene Waffensachkundeprüfung nachweisen können.
Dennoch gibt es Ausnahmen: Leistungsschützen (Landeskader usw.) können ab dem 14. Lebensjahr KK-Waffen erwerben, hierzu hält der Gesetzestext einen Absatz bereit (Öffentliches Interesse muss bestehen).